# Это Пони
«Это Пони» (англ. It’s Pony) — британо-американский мультсериал, созданный режиссёром, сценаристом и продюсером Энтом Блейдсом. Премьера в США состоялась 18 января 2020 года на канале Nickelodeon.

## Сюжет
Сериал «Это пони» рассказывает о жизни Энни, которая изо всех сил старается управиться с фермой своих родителей (ферма находится на балконе их квартиры). Также сериал показывает проблемы, с которыми сталкивается 10-летний городской ребёнок. К счастью, у Энни есть пони. Возможно, это не лучший пони, но Энни его очень любит. Пони обожает свою маленькую хозяйку, но его оптимизм и энтузиазм часто ставят обоих в неожиданные и нежелательные ситуации.

## В ролях

### Главные
- Энни — озвучивает Джессика Ди Чикко[2]
- Пони — озвучивает Джош Цукерман[2]
- Папа — озвучивает Абэ Бенруби[2]
- Мама — озвучивает Индия Де Бефорт[2]

### Второстепенные
- Фред — озвучивает Кэл Пенн[2]
- Брайан — озвучивает Бобби Мойнахан[2]
- Мисс Рамиро — озвучивает Розарио Доусон[2]
- Мистер Панкс — озвучивает Марк Фойерстин[2]
- Хестон — озвучивает Джошуа Китон[2]
- Джерри — озвучивает Ношир Далаль[2]
- Клара — озвучивает Тейлор Полидор[2]
- Беатрис — озвучивает Меган Хилти[2]

## Производство
Сериал берёт свои истоки от короткометражки Pony, созданной как часть ежегодной Nickelodeon Animated Shorts Program.
6 марта 2018 года Nickelodeon объявил о том, что будет снят 1 сезон, состоящий из 20 серий.
9 декабря 2019 года было объявлено, что первая серия выйдет в эфир 18 января 2020, и будет доступна онлайн 26 декабря 2019 года.
9 июля 2020 сериал был продлен на 2 сезон, который будет состоять из 20 серий. Премьера состоялась 9 октября 2021 года в России, и 29 октября 2021 года в США.
Мультсериал закрылся после 2-го сезона.

## Список серий

### Сезоны
| Сезон | Серии | Серии | Даты показа     | Даты показа     |
| Сезон | Серии | Серии | Первая серия    | Последняя серия |
| ----- | ----- | ----- | --------------- | --------------- |
| 1     | 20    | 20    | 18 января 2020  | 20 января 2022  |
| 2     | 20    | 20    | 29 октября 2021 | 26 мая 2022     |

### Первый сезон (2020—2022)
| № | Название                              | Автор(ы) сценария                                                                              | Раскадровщик(и)                                                           | Показ в США                     | Произв. код |
| --- | ------------------------------------- | ---------------------------------------------------------------------------------------------- | ------------------------------------------------------------------------- | ------------------------------- | ----------- |
| 1 | «Растения» «Куртка Хестона»           | Энт Блейдс, Магда Лиолис, Боб Миттенталь                                                       | Франческа Адамс, Дензел Де Мерлеер Франческа Адамс, Мохамед Скифати       | 25 января 2020 1 февраля 2020   | 101         |
| Поход Энни и Пони оказывается под угрозой, поскольку Пони начинает бояться растений. В холодный день Хестон одалживает Энни свою новенькую куртку, но Энни знает, что Пони точно испортит эту куртку– вопрос времени.                                                                            |                                       |                                                                                                |                                                                           |                                 |             |
| 2 | «Любопытный Пони» «Беатрис»           | Энт Блейдс, Магда Лиолис, Боб Миттенталь                                                       | Франческа Адамс, Кэтрин Салкельд Чарли Хигсон, Дензел Де Мерлеер          | 18 января 2020                  | 102         |
| Энни пытается поумерить излишнее любопытство Пони, но это создает еще больше проблем и подвергает этих двоих опасности! Энни жалеет одинокую знакомую и разрешает ей провести день с Пони, но оказывается, что знакомая заботится о Пони лучше ее самой.                                         |                                       |                                                                                                |                                                                           |                                 |             |
| 3 | «Конёк-игрок» «Единорог»              | Энт Блейдс, Магда Лиолис, Боб Миттенталь                                                       | Чарли Хигсон, Мохамед Скифати Чарли Хигсон, Дэн Хэмман                    | 1 февраля 2020 25 января 2020   | 103         |
| Пони становится первоклассным игроком в видеоигры. Когда друзьям грозит опасность, Энни и Пони используют свое игровое мастерство, чтобы их спасти. Пони думает, что он превратился в единорога. Энни пользуется этим, чтобы добыть денег для спасения спортивной площадки, которой грозит снос. |                                       |                                                                                                |                                                                           |                                 |             |
| 4 | «Гораций» «Ботинок»                   | Энт Блейдс, Магда Лиолис, Боб Миттенталь                                                       | Франческа Адамс, Дензел Де Мерлеер Кэтрин Залькельд, Доминика Бродовска   | 8 февраля 2020                  | 104         |
| Энни избежит наказания, если вернет к жизни комнатный цветок директора школы. Но план становится не таким безупречным, когда Пони привязывается к растению. Не до конца продуманный план Пони приводит к тому, что Энни теряет один ботинок, который ей очень нужен для семейного фото!          |                                       |                                                                                                |                                                                           |                                 |             |
| 5 | «Отвлекающий фактор» «Кресло даров»   | Энт Блейдс, Тоби Уилсон Адам Коуэн                                                             | Франческа Адамс, Ричард Тафт Франческа Адамс, Дензел Де Мерлеер           | 15 февраля 2020                 | 105         |
| Пони постоянно отвлекает Энни от написания своей части проекта, на которую рассчитывает Джерри. В книжном магазине Энни и Пони обнаруживают самое удобное на свете кресло, у которого, возможно, есть суперспособности.                                                                          |                                       |                                                                                                |                                                                           |                                 |             |
| 6 | «Стрижка» «День рождения Джерри»      | Энт Блейдс, Магда Лиолис, Боб Миттенталь                                                       | Дэн Хэмман, Хью Ла Терриер Кэтрин Салкельд, Ричард Тафт                   | 22 февраля 2020                 | 106         |
| Энни и Пони пытаются организовать для Джерри лучший день рождения так отчаянно, что он может стать худшим. Энни нужна стрижка, а Пони в очередной раз доказывает, что даже самое простое действие можно превратить в приключение.                                                                |                                       |                                                                                                |                                                                           |                                 |             |
| 7 | «Питомец Пони» «День пса»             | Энт Блейдс, Магда Лиолис, Боб Миттенталь                                                       | Дэн Хэмман, Доминика Бродовска Кэтрин Салкельд, Ричард Тафт               | 29 февраля 2020                 | 107         |
| Управдом запрещает держать питомцев, а Энни и Пони пытаются переубедить его. Пес из соседней квартиры, заклятый враг Пони, поселяется у Энни дома, и ей нужно найти способ заставить этих двоих поладить.                                                                                        |                                       |                                                                                                |                                                                           |                                 |             |
| 8 | «Полезный» «Топотун!»                 | Энт Блейдс, Тоби Уилсон Энт Блейдс, Магда Лиолис, Боб Миттенталь                               | Дэн Хэмман, Дензел Де Мерлеер Франческа Адамс, Доминика Бродовска         | 7 марта 2020                    | 108         |
| Энни обеспокоена, что Папа посчитает Пони бесполезным для фермы и избавится от него Энни готовится к игре в футбол, но во время драки с Псом, Пони случайно наступает ей на ногу. |                                       |                                                                                                |                                                                           |                                 |             |
| 9 | «Служба доставки» «Волшебница Энни»   | Энт Блейдс, Магда Лиолис, Боб Миттенталь                                                       | Кэтрин Салкельд, Ричард Тафт, Грэм Янг Франческа Адамс, Дензел Де Мерлеер | 14 марта 2020                   | 109         |
| Энни и Пони организовывают доставку продуктов покупателям, но их бизнесу угрожает крупная корпорация На День матери Энни хочет подарить маме лучший подарок. Пони убеждает Энни, что магические фокусы– то что надо.                                                                             |                                       |                                                                                                |                                                                           |                                 |             |
| 10 | «Цыпа-забияка» «Джерри-экскурсовод»   | Энт Блейдс, Магда Лиолис, Боб Миттенталь                                                       | Дэн Хэмман, Ричард Тафт Кэтрин Салкельд, Дензел Де Мерлеер, Грэй Янг      | 1 июня 2020 2 июня 2020         | 110         |
| Стремление Энни и Пони вселить в худенькую курицу уверенность терпит крах, когда курица начинает запугивать весь город. Энни и Пони пытаются помочь Джерри пройти экзамен на экскурсовода музея.                                                                                                 |                                       |                                                                                                |                                                                           |                                 |             |
| 11 | «Парковка на 10 минут» «Время Клары»  | Энт Блейдс, Магда Лиолис, Боб Миттенталь                                                       | Хью Ла Терриер, Доминика Бродовска                                        | 3 июня 2020 4 июня 2020         | 111         |
| Чтобы не платить за парковку, вся семья старается, чтобы посещение торгового центра длилось менее 10 минут. Энни беспокоит то, что их с Пони стала избегать их подруга Клара. |                                       |                                                                                                |                                                                           |                                 |             |
| 12 | «Пугало» «Румяный Пони»               | Алекс Колиер Энт Блейдс, Адам Коуэн, Магда Лиолис, Боб Миттенталь                              | Хью Ла Терьер, Дензел Де Мерлеер Грэм Янг, Ричард Тафт                    | 23 октября 2020                 | 112         |
| В Хэллоуин Энни и Пони предстоит спасти семейный урожай тыкв от голодных ворон. Яблоки, облизанные Пони, становятся хитом продаж, и Энни разрывает от желания сознаться. |                                       |                                                                                                |                                                                           |                                 |             |
| 13 | «Loud Horse» «Энни заболела»          | Энт Блейдс, Магда Лиолис, Боб Миттенталь Энт Блейдс, Адам Коуэн, Магда Лиолис, Боб Миттенталь  | Грэм Янг, Доминика Бродовска Дэн Хэмман и Доминика Бродовска              | 24 августа 2020 25 августа 2020 | 113         |
| Шумная соседка сводит Энни с ума. Вместе с Пони они пытаются утихомирить ее. Энни заболевает и не может кататься на американских горках. Пони изо всех сил старается помочь ей поправиться. |                                       |                                                                                                |                                                                           |                                 |             |
| 14 | «Школьные танцы» «Папино выступление» | Энт Блейдс, Магда Лиолис, Боб Миттенталь                                                       | Грэм Янг, Праута Аннекс Хью Ла Терьер, Дензел Де Мерлеер                  | 26 августа 2020 27 августа 2020 | 114         |
| Все боятся школьных танцев, поэтому Энни и Пони пытаются их саботировать. Энни пытается помочь папе преодолеть страх перед сценой, поощряя его быть больше похожим на Пони. |                                       |                                                                                                |                                                                           |                                 |             |
| 15 | «Пицца-вщина» «Школьный питомец»      | Адам Лонг Алекс Колиер                                                                         | Хью Ла Терриер, Дензел Де Мерлеер Дэн Хэмман, Праута Аннекс, Ричард Тафт  | 14 ноября 2020                  | 115         |
| Когда Пони празднует особенный день, Энни должна понять, что в этом особенного. Пони наконец-то пойдет в школу с Энни, когда его назовут классным питомцем. |                                       |                                                                                                |                                                                           |                                 |             |
| 16 | «Праздник Брэмли»                     | Энт Блейдс, Магда Лиолис, Боб Миттенталь                                                       | Грэм Янг, Хью Ла Терриер, Ричард Тафт, Дензел Де Мерлеер                  | 5 декабря 2020                  | 116         |
| Брэмли должны найти способ отпраздновать свои традиции и собраться вместе на праздники. |                                       |                                                                                                |                                                                           |                                 |             |
| 17 | «Мусорная гонка» «Спасти Тук-Тука»    | Шен Ленген, Эми Стефенсон Алекс Колиер                                                         | Дэн Хэмман, Праута Аннекс Дэн Хэмман, Дензел Де Мерлеер, Праута Аннекс    | 21 ноября 2020                  | 117         |
| Когда Пони обвиняют в поедании драгоценных маргариток владельца парка, Энни нужно доказать его невиновность. Все собирают деньги на благотворительность, но Энни хочет найти такое дело, в котором они в Пони действительно будут нужны.                                                         |                                       |                                                                                                |                                                                           |                                 |             |
| 18 | «Кошелёк» «Заперты снаружи»           | Энт Блейдс, Магда Лиолис, Боб Миттенталь Алекс Колиер                                          | Грэм Янг, Праута Аннекс, Ричард Тафт Хью Ла Терриер, Праута Аннекс        | 17 января 2022                  | 118         |
| Когда Энни находит потерянный бумажник, она полна решимости вернуть его владельцу и доказать, что она хороший человек. Энни и Пони изгнаны из здания, и они, кажется, не могут убедить соседей впустить их обратно.                                                                              |                                       |                                                                                                |                                                                           |                                 |             |
| 19 | «Энни всегда говорит „да“» «Ночёвка»  | Энт Блейдс, Магда Лиолис, Боб Миттенталь Энт Блейдс, Чарли Хигсон Магда Лиолис, Боб Миттенталь | Грэм Янг, Дензел Де Мерлеер Дэн Хэмман, Хью Ла Терриер, Ричард Тафт       | 20 января 2022                  | 119         |
| Пони спорит с Энни, что она не сможет продержаться целый день, не сказав нет Энни решительно настроена пойти на свою первую ночевку, но тоска Пони по дому может все изменить. |                                       |                                                                                                |                                                                           |                                 |             |
| 20 | «Пони-фанат» «Мама-коп»               | Энт Блейдс, Магда Лиолис, Боб Миттенталь Энт Блейдс, Чарли Хигсон Магда Лиолис, Боб Миттенталь | Дэн Хамман, Чарли Хигсон, Дензел Де Мерлеер Хью Ла Терриер, Праута Аннекс | 7 ноября 2020                   | 120         |
| Когда мама присоединяется к соседскому дежурству, Энни и Пони думают, что она настоящий герой боевиков, и нужно, чтобы все об этом узнали Энни и Пони выиграли конкурс на встречу с идолом поп-звезды. Единственная проблема в том, что он не любитель пони.                                     |                                       |                                                                                                |                                                                           |                                 |             |

### Второй сезон (2021—2022)
| № | Название                                           | Автор(ы) сценария                                                                                           | Раскадровщик(и)                             | Показ в США     | Произв. код |
| --- | -------------------------------------------------- | --- | ------------------------------------------- | --------------- | ----------- |
| 21 | «Полёт курочек» «Генриетта ясновидящая»            | Чарли Хигсон Говард Рэд                                                                                     | Грэм Янг Хью Ла Терриер                     | 27 января 2022  | 201         |
| Энни рада, что их с Пони оставили дома, но сбегают курочки, и они бросаются на их поиски, иначе они больше не останутся одни. Когда Генриетта предсказывает, что Пони не позволит Энни выиграть конкурс, Пони верит, что Генриетта ясновидящая.              |                                                    | |                                             |                 |             |
| 22 | «День пятачка» «Второй лучший друг»                | Алекс Колиер Говард Рэд                                                                                     | Джейми Илс Грэм Янг, Хью Ла Терриер         | 10 февраля 2022 | 202         |
| Энни избирают свинопасом на день Пятачка, и она намерена хорошо выполнить свою задачу несмотря на то, что все идёт кувырком. Энни сложно поверить, что второй лучший друг Пони - муха, и это ставит под угрозу её второго лучшего друга, Джерри.             |                                                    | |                                             |                 |             |
| 23 | «Энни против Пони» «В погоне за сапфирой»          | Изабель Фэй, Боб Миттенталь, Магда Лиолис Дерек Миллер, Боб Миттенталь, Магда Лиолис                        | Дэйв Дикейзер Дэвид Стотен                  | 3 февраля 2022  | 203         |
| Энни берёт Пони с собой на конкурс питомцев, но у Пони своя точка зрения, ведь он приносит собственного питомца. Энни и Пони жаждут прочесть свежее издание фэнтезийной трилогии, но никак не могут заполучить книгу.                                        |                                                    | |                                             |                 |             |
| 24 | «Пони-машина» «Организаторы свадеб»                | Алекс Колиер, Боб Миттенталь, Магда Лиолис Адам Коуэн, Боб Миттенталь, Магда Лиолис                         | Дэйв Дикейзер Джейми Илс                    | 17 февраля 2022 | 204         |
| Энни и друзей приглашают на вечеринку, и Пони решает, что им нельзя приходить пешком, и строит им машину. Энни и Пони пытаются использовать свидетельство о браке мамы и папы, чтобы получить бесплатную поездку, но понимают, что свидетельство - подделка! |                                                    | |                                             |                 |             |
| 25 | «Кошачий переулок» «Спасение лошади»               | Магда Лиолис, Боб Миттенталь Энт Блейдс, Магда Лиолис, Боб Миттенталь                                       | Кэти Нитт Дэвид Стотен, Джессика Тот        | 24 февраля 2022 | 205         |
| Энни пытается срезать путь через переулок, но вскоре обнаруживает, что Пони боится кошек, которые там живут. Вандалка угрожает любимой скульптуре Пони, а значит, Энни и Пони должны найти способ остановить её.                                             |                                                    | |                                             |                 |             |
| 26 | «Пляжные деньки» «Пчёлка в банке»                  | Энт Блейдс, Магда Лиолис, Боб Миттенталь Алекс Колиер, Энт Блейдс, Магда Лиолис, Боб Миттенталь             | Ричард Тафт Аделия Ардовино, Хью Ла Терриер | 26 мая 2022     | 206         |
| Энни хочет поплавать на плавучем доке, но её постоянно опережают старшеклассники. Когда Брайан теряет работу в магазине комиксов из-за своей старшей сестры, Энни и Пони ставят перед собой задачу помочь ей найти другую работу.                            |                                                    | |                                             |                 |             |
| 27 | «Конвенция комиксов» «Конь на раскалённой крыше»   | Дерек Миллер, Энт Блейдс, Магда Лиолис, Боб Миттенталь Говард Рэд, Энт Блейдс, Магда Лиолис, Боб Миттенталь | Джессика Тот Джейми Илс                     | 3 марта 2022    | 207         |
| Из-за Пони на конвенции комиксов увольняют любимую актрису Энни, поэтому Энни должна найти способ помочь ей вернуть работу. Когда Энни и её друзья проходят кастинг на участие в спектакле, Пони начинает завидовать и мстить всем.                          |                                                    | |                                             |                 |             |
| 28 | «Песнь почвы» «Уличная смекалка»                   | Джайлз Пилброу Чарли Хигсон                                                                                 | Дэйв Дикейзер Кэти Нитт                     | 10 марта 2022   | 208         |
| Мама и папа повредили спины во время сбора урожая, и теперь собирать его нужно Энни и Пони. Когда Пони вкладывает деньги Энни а аферу, Энни решает, что он слишком доверчив, но попытки научить его уличной смекалке дают обратный результат.                |                                                    | |                                             |                 |             |
| 29 | «Расхитители затерянного кинотеатра»               | Энт Блейдс, Магда Лиолис, Боб Миттенталь                                                                    | Хью Ла Терриер, Ричард Тафт                 | 29 октября 2021 | 209         |
| Энни решает, что именно в этот Хэллоуин она и её друзья найдут легендарный заброшенный кинотеатр, где прилавок завален нетронутыми конфетами. Но страх Пони перед жуткими предметами грозит разрушить планы Энни.                                            |                                                    | |                                             |                 |             |
| 30 | «Пониполия» «Президент Энни»                       | Джайлз Пилброу Стефани Кемп, Энт Блейдс, Магда Лиолис, Боб Миттенталь                                       | Дэйв Дикейзер Джейми Илс                    | 17 марта 2022   | 210         |
| Энни беспокоится, что вечер игр будет скучным, но Пони достаёт свою собственную игру «Пониполия». Президент многоквартирного дома пытается запретить Энни и Пони ездить на лифте, и Энни решает, что будет баллотироваться в президенты сама.                |                                                    | |                                             |                 |             |
| 31 | «Голос Энни» «Поступим, как обычно»                | Сара Осман Тарик Фишер, Энт Блейдс, Магда Лиолис, Боб Миттенталь                                            | Джессика Тот Кэти Нитт                      | 9 декабря 2021  | 211         |
| Когда Энни теряет голос, репетируя песню для Винтерфеста, Пони предлагает выступить за неё, чтобы она смогла вернуть голос вовремя. Энни и Пони теряют Пса, и пока Энни пытается вернуть его, Пони приходится занять его место и обмануть миссис Окабу.      |                                                    | |                                             |                 |             |
| 32 | «Коровье топливо» «Кодер Пони»                     | Джеймс Хантродс Алекс Колиер                                                                                | Ричард Тафт Хью Ла Терьер, Аделия Ардовино  | 24 марта 2022   | 212         |
| Энни и Пони заводят корову, чтобы заменить папин грузовик, изрыгающий дым, но когда это не срабатывает, от неё невозможно избавиться. Энни считает Пони техническим гением, пока созданное им приложение не ставит под угрозу всё население города.          |                                                    | |                                             |                 |             |
| 33 | «Семейная куча-мала» «Счастливый Пони»             | Говард Рэд, Энт Блейдс, Магда Лиолис, Боб Миттенталь Энджел Хоббс                                           | Кэти Нитт Джейми Илс                        | 31 марта 2022   | 213         |
| Когда семью Брэмли выбирают в качестве участников игрового шоу, Энни беспокоится, что волнение Пони погубит их шанс попасть на телевидение. Пони верит, что он счастливый талисман и причина, по которой Энни вдруг стала звездой трассы.                    |                                                    | |                                             |                 |             |
| 34 | «Городской-деревенский Пони»                       | Дерек Миллер, Энт Блейдс, Магда Лиолис, Боб Миттенталь                                                      | Дэйв Дикейзер, Джессика Тот                 | 7 апреля 2022   | 214         |
| Энни беспокоится, что Пони становится слишком городским, и ухватилась за возможность переехать на настоящую ферму в деревню. Однако выясняется, что Пони удалить из города можно, но нельзя удалить город из Пони.                                           |                                                    | |                                             |                 |             |
| 35 | «Ванна для солений» «Тайная жизнь Пони»            | Магда Лиолис, Боб Миттенталь                                                                                | Хью Ла Терьер Джейми Илс                    | 14 апреля 2022  | 215         |
| Когда папа объявляет свою бочку с огурцами «машиной времени для овощей», Пони пытается использовать её для путешествия в будущее. Похоже, Пони лжёт Энни о том, чем он занимается, пока она в школе, и она подозревает, что он живет тайной жизнью.          |                                                    | |                                             |                 |             |
| 36 | «Никогда не слушай советы Пони» «Лунная потасовка» | Энт Блейдс, Магда Лиолис, Боб Миттенталь Говард Рэд                                                         | Ричард Тафт Джессика Тот                    | 12 мая 2022     | 216         |
| У Энни плохой день, и Пони утешает её своим мягким носом и советами. Когда Энни и Пони меняются личностями в виртуальной игре, они обнаруживают, что в шкуре лучшего друга не так-то просто.                                                                 |                                                    | |                                             |                 |             |
| 37 | «Космические извозчики» «Озёрофаны»                | Магда Лиолис, Боб Миттенталь Лукас Милс                                                                     | Джессика Тот Хью Ла Терьер                  | 21 апреля 2022  | 217         |
| Энни и Пони переживают, что застенчивый Джерри никогда не сойдётся с Кларой, и решают взять дело в свои руки. Торговец рыбой на рынке верит, что в озере живёт чудовище, но все его фотографии уж очень напоминают Пони.                                     |                                                    | |                                             |                 |             |
| 38 | «Боулинг для лузеров» «Катастрофа в экспрессе»     | Алекс Колиер Бирс Мареро                                                                                    | Дэйв Дикейзер Кэти Нитт                     | 28 апреля 2022  | 218         |
| Энни решила поиграть в боулинг, чтобы произвести впечатление на мальчика, а у Пони появляются пальцы! Когда Пони думает, что поездка на метро в квест-комнату — это квест-комната, Энни пытается помешать ему устроить катастрофу в транспорте.              |                                                    | |                                             |                 |             |
| 39 | «Пони всемогущий» «Энни-инфлюэнсер»                | Энт Блейдс, Магда Лиолис, Боб Миттенталь Аяна Рис                                                           | Ричард Тафт Джейми Илс                      | 5 мая 2022      | 219         |
| Пони находит реликвию с грубой гравировкой, которая, похоже, говорит о том, что он древний бог вреда. Когда Энни становится одержимой новым приложением для социальных сетей, Пони должен сделать всё возможное, чтобы вернуть её и снять зависимость.       |                                                    | |                                             |                 |             |
| 40 | «Пони, вернись домой» «Особый соус»                | Магда Лиолис, Боб Миттенталь Энт Блейдс, Магда Лиолис, Боб Миттенталь                                       | Кэти Нитт, Дэйв Дикейзер Дэйв Дикейзер      | 19 мая 2022     | 220         |
| Энни планирует ограбление, чтобы забрать Пони у богатого ребёнка, который думает, что он его хозяин. Когда Джерри заводит каменного питомца и начинает участвовать в приключениях в стиле Энни и Пони, они беспокоятся, что потеряли свой «особый соус».     |                                                    | |                                             |                 |             |

### Короткометражки
| № | Название                                | Дата премьеры | Произв. код |
| - | --------------------------------------- | ------------- | ----------- |
| 1 | «Поход за кофе» «Домашка»               | 28 мая 2021   | 101         |
| 2 | «Придержи мне место» «Видеоконференция» | 4 июня 2021   | 102         |